# فهرست شخصیت‌های حماسه گیلگمش
این مقاله فهرست شخصیت‌هایی است که در حماسه گیلگمش وجود دارند. این شعر حماسی بین‌النهرینی دارای نسخه‌های گوناگونی است. نسخه استاندارد احتمالا توسط سین-لقی-اونینی در دوره کاسیان گردآوری و تدوین شد. نسخه‌های قدیمی‌تر به دوره بابلی باستان بازمی‌گردند. اقتباس‌های هیتی و هوری نیز پیدا شده‌اند. با این حال، ترجمه‌ها و اقتباس‌های مدرن معمولا بر مبنای نسخه استاندارد بابِلی هستند که منسوب به سین-لقی-اونینی است.

## شخصیت‌های اصلی
| نام    | تصویر | بررسی |
| ------ | ----- | --- |
| گیلگمش |       | گیلگمش (در اصل بیلگمس) قهرمان داستان است. او دو-سوم خدا، یک-سوم انسان و پادشاه اوروک توصیف شده است. اگرچه دارای ویژگی‌های مثبتی است که در سنت بین‌النهرین برای حاکمان ذکر شده (مانند زیبایی و مهارت نظامی) اما در قسمت ابتدایی داستان، او حاکم ستمگری است که بر ساکنان اوروک با تهدید و ارعاب پادشاهی می‌کند. در نهایت، انکیدو به نمایندگی از آنها با گیلگمش رو در رو می‌شود. آن دو رفیق صمیمی و احتمالا عاشق یکدیگر می‌شوند. به نظر اندرو جرج، شواهدی برای تفسیر اخیر هم در خود حماسه و هم پیش از آن، در شعر مرگ بیلگمس وجود دارد. گیلگمش پس از معرفی انکیدو به مادرش، نینسون، تصمیم می‌گیرد تا برای به دست آوردن الوار باارزش، عازم سفری به جنگل سدر شود. او نگهبان جنگل به نام هومبابا را شکست می‌دهد و پس از آن نیز بر نرگاو آسمان که ایشتار به اوروک فرستاده، پیروز می‌شود. انکیدو در پی این حوادث می‌میرد و گیلگمش برایش خاک‌سپاری برگزار می‌کند. این رویدادها باعث می‌شود که او به فانی بودن خود پی ببرد و جستجویی را برای یافتن اوتنپیشتی آغاز می‌کند. او از زیر کوه طلوع خورشید، ماشو، گذر می‌کند و با راهنمایی شیدوری، در نهایت از اقیانوس گیتی که قلمرو اوتنپیشتی را از زمین جدا می‌کند، می‌گذرد. با همه اینها، پس از آزمون اوتنپیشتی درمی‌یابد که هیچ امیدی برای جاودانگی ندارد. به او فرصتی داده می‌شود تا گیاه بازجوانی را به پاداش کارهایش به دست آورد اما در پایان، مار آن را از او می‌‌رباید. احتمالا در دوره‌ای یک پادشاه واقعی به نام گیلگمش بر اوروک حکومت می‌کرد اما گیلگمش به عنوان قهرمان داستان در حماسه، شخصیتی خیالی بود که کارهایش بازتاب واقعیت تاریخی نبود. نام گیلگمش در مقام یک خدای خُرد و قهرمان افسانه‌ای برای اولین بار در منابع دوره آغازین دودمانی (بین‌النهرین) (میانه هزاره سوم پیشا دوران مشترک) ذکر شده است؛ از جمله در مدخلی از فهرست خدایان در فارا و گزارش پیشکش‌ها به او در لاگاش. او در فهرست خدایان متعددی، از جمله در فهرست خدای ویدنر و آن = آنوم، ظاهر شده است. با این حال، مدرکی از پرستش او پس از دوره بابلی باستان وجود ندارد، به استثنای اشاره‌ای در دوره بابلی میانه به مناسکی که برای بزرگداشت او در ماه آبو (پنجمین ماه تقویم بابلی) برگزار می‌شده است. علاوه بر این، نشانه بسیار کمی در مورد تقدیس او در اوروک وجود دارد. پس از پایان استفاده از خط میخی، انعکاس‌هایی از سنت‌های مربوط به گیلگمش در منابع پسین یونانی، عبری، عربی، سریانی و مانوی باقی ماند. اگرچه در بعضی از این منابع، مانند کتاب غولان، او موجود ماوراءالطبیعیِ بدنهادی به تصویر کشیده شده است و نه یک فرمانروای افسانه‌ای. |
| انکیدو |       | انکیدو در نقش مردی وحشی تصویر شده است که توسط الهه آرورو از گِل خلق می‌‌شود تا خنثی‌کننده گیلگمش باشد. او در ابتدای زندگی خود در صحرا و بیابان، با حیوانات زندگی می‌کند. سرانجام، صیادی انکیدو را می‌بیند و پس از مشورت با پدرش و پادشاه شهر (گیلگمش)، شمهات روسپی را به جنگل می‌برد تا او را اغوا کند. پس از آن، شمهات انکیدو را نخست به اقامتگاه چوپان‌ها می‌برد که در آنجا یاد می‌گیرد مانند یک انسان رفتار کند و برای آنها نگهبان شب باشد؛ و در نهایت او را به شهر اوروک می‌برد. در شهر، او به نمایندگی از اتباع گیلگمش با او رو در رو می‌شود اما پس از کشتی گرفتن، آن دو با یکدیگر دوست می‌شوند. او بعدا گیلگمش را در سفر به جنگل سدر همراهی و در نبرد با نرگاو آسمان یاری می‌کند. اما به جرم کشتن این دو موجود، انلیل او را به مرگ محکوم می‌کند. پس از دیدن رویایی از سرنوشت خود و جهان زیرین، دوازده روز بعد می‌میرد. نام انکیدو را می‌توان به «ارباب مکان دلپذیر» ترجمه کرد و در اصل نام رایجی بوده است، مثلا در یک فهرست نامِ به دست آمده از شوروپاک (دوره دودمان آغازین)، اسم وی ذکر شده است. در حالی که در چند متنِ پیش از حماسه گیلگمش، در ابتدای نام انکیدو، به اصطلاح «معرف قدسی» آمده است اما اغلب بدون آن نوشته شده است. داستان منشا انکیدو از روایت‌های پیشین گیلگمش سرچشمه نگرفته است (در این روایت‌ها او مردی عادی است) و ممکن است از منابع نامرتبط دیگری اقتباس شده باشد. تفاوت دیگر منابع پیشین با حماسه در این است که در برخی از منابع پیشین انکیدو تنها به عنوان خدمتکار گیلگمش تصویر شده است و نه دوست و همراه او. اصطلاحی که برای توصیف رابطه او با گیلگمش به کار می‌رود، ایبرو (به سومری کولی) است که نشان‌دهنده «رابطه غیررسمی در مرز برابری» است. |

## سایر شخصیت‌های مهم
شخصیت‌ها در این بخش به ترتیب حضور در نسخه بابلی استاندارد مرتب شده‌اند.
| نام                           | تصویر | بررسی |
| ----------------------------- | ----- | --- |
| نینسون نینسومونا              |       | نینسون، بانوی گاوهای وحشی یکی از الهه‌های بین‌النهرینی است که در تمامی دوره‌های باستانی پرستش شده است. |
| شمهات شمکتوم                  |       | شمهات (Šamḫat)که در نسخه بابلی باستان حماسه از وی با عنوان Šamkatum، یک روسپی (ḫarimtu) است که انکیدو را به اوروک می‌برد. |
| شمش                           |       | شَمَش (به سومری اوتو) خدای خورشید بین‌النهرینی است. |
| هومبابا                       |       | هومبابا نگهبان جنگل سدر است که انلیل او را به این کار گمارده است. |
| ایشتار                        |       | ایشتار (به سومری اینانا) الهه مرتبط با زهره جنگ و عشق است. پس از بازگشت گیلگمش به اوروک از سفر به جنگل سدر، ایشتار به او پیشنهاد ازدواج می‌دهد که واژگون‌شدهٔ آداب معاشقه در آن زمان بود. گیلگمش پیشنهاد او را رد می‌کند و می‌گوید که ایشتار نمی‌تواند نقش‌های سنتی یک همسر را به عهده بگیرد؛ پس از آن، سرنوشت اغلب وحشتناک معشوقان قبلی او را ترسیم می‌کند. او به آسمان می‌رود و با تهدید رها کردن مردگان از جهان زیرین، آنو را مجبور می‌کند تا نرگاو آسمان را به او بدهد تا برای انتقام به اوروک بفرستد. به گفته پل-آلن بولیو، ممکن است تصویر او در حماسه منعکس‌کنندهٔ چیزی باشد که او «تمایلات ضد ایشتار» توصیف می‌کند. بولیو هم به قسمتی از طرح داستان اشاره می‌کند که بر نرگاو آسمان متمرکز است و هم این واقعیت را یادآوری می‌کند که اوروک و اینا در نسخه بابلی باستان (برخلاف منابع دیگر، از جمله نسخه بابلی معیار حماسه) فقط اقامتگاه آنو نامیده می‌شوند. در روایت‌های قبلی و مستقلِ سومری گیلگمش، اینانا بر همین سان ظاهر می‌شود. در اقتباس هوری، شاوشکا همین نقش را به عهده دارد؛ در اقتباس هیتی از نوشتار نیمه لوگوگرافیک (dIŠTAR-li) استفاده شده که توافق شده است به الهه دیگری (احتمالا انزیلی) اشاره دارد. |
| سیدوری Naḫmazulel, Naḫmizulen |       | سیدوری الهه‌ای است که نقش یک اِیل‌زن را بر عهده دارد. |
| اورشانابی سورسونابو           |       | اورشانابی قایقران اوتنپیشتی است. در پایان متن، نقش همسفر گیلگمش را ایفا می‌کند. او بازدیدکنندگانی که مایل به دیدن اوتنپیشتی هستند را از اقیانوس کیهانی گذر می‌دهد. پس از ناموفقیت گیلگمش، اوتنپیشتی اورشانابی را نفرین می‌کند (به احتمال زیاد به خاطر آوردن قهرمان به نزد او) و اعلام می‌کند که دیگر نمی‌تواند وظیفه خود را انجام دهد. او سپس در راه بازگشت به اوروک به گیلگمش می‌پیوندد و سطرهای پایانی حماسه (سخنان گیلگمش در توصیف دیوارهای اوروک و دعوت به بالای آنان رفتن) خطاب به او عنوان می‌شوند. یک متن دو زبانه نشان می‌دهد که نام او ترجمه سومریِ نام اکدی امل-ائا («مردِ ائا») است که عنصر دوم (عدد ۴۰) به جای نام این خدا آمده است؛ عدد ۴۰ منسوب به ائا بود و انجام این کار روشی است که بارها در منابع بین‌النهرینی به کار رفته است. سباستین فینک در مقابل پیشنهاد می‌کند از آنجایی که از عدد ۴۰ برای نشان دادن دو-سوم نیز استفاده می‌شود، نام اورشانابی ممکن است به جای آن «خادم دو-سوم» باشد که اشاره‌ای به نقش او در مقام یاریگر گیلگمش است؛ گیلگمش یک-سوم انسان و دو-سوم خدا بود. |
| اوتنپیشتی اولو                |       | اوتنپیشتی بازمانده طوفان بزرگ است که خدایان به او جاودانگی بخشیده‌اند. او آخرین پادشاهی است که پیش از طوفان حکمرانی می‌کرده است. در نسخه بابلی معیار، ملاقات بین او و گیلگمش نقطه اوج کل داستان را شکل می‌دهد، و به این ترتیب بسیار طولانی‌تر از برخوردهای قبلی گیلگمش با سیدوری و اورشانابی است. او پس از دیدار با گیلگمش، از تلاش او برای جاودانگی انتقاد می‌کند و این کار را احمقانه می‌داند؛ سپس یادآوری می‌کند که گیلگمش با این جستجو از وظایف پادشاهی خود غفلت کرده است. اوتنپیشتی توضیح می‌دهد که مرگ جزئی اجتناب‌ناپذیر از زندگی است و خدایان آن را مقدر کرده‌اند. او همچنین داستان طوفان بزرگ را برایش بازگو می‌کند. برای آزمایش گیلگمش، به او می‌گوید برای یک هفته بیدار بماند و هنگامی که نمی‌تواند او را از خواب بیدار می‌کند و به او می‌گوید که اگر از غلبه بر خواب ناتوان است، نباید به غلبه بر مرگ فکر کند. اما به پاداش اعمالش به او فرصتی می‌دهد تا گیاهی را به دست آورد که اگر خورده شود او را جوان می‌کند. نام اوتنپیشتی تفسیر مجددِ اکدی از زیوسودرا، «زندگی روزهای دور»، نخستین «قهرمان طوفان» بین‌النهرین است. اما یک ترجمه مستقیم نیست و بیشتر به «او زندگی یافت» معنا شده است. طبق روایتی که در «فهرست پادشاهان سومری» آمده است، او به عنوان پسر اوبار-توتو، آخرین پادشاه پیش از طوفان توصیف شده است. در اقتباس‌های هیتی و هوری، همتای او به نام اولو است که «مفرد اسمی مذکر ضمیر اکدی» است؛ می‌توان آن را به «او که آنجاست» یا «او که دور است» ترجمه کرد. با وجود آشنایی هیتی‌ها با آترا-هاسیس، جاودانگی اوتنپیشتی به عنوان پاداشی برای زنده ماندن از طاعون و نه طوفان توصیف شده است. نام اوتنپیشتی در کتاب کوان نیز آمده است که پس از آخرین موردهای استفاده از خط میخی است، اگرچه تنها اشاره به او در تک قطعه‌ای از تورفان شناسایی شده است. |

## شخصیت‌های فرعی
| نام           | تصویر | بررسی |
| ------------- | ----- | --- |
| ادد           |       | ادد خدای آب‌و‌هوا در بین‌النهرین است. |
| آنو           |       | آنو خدای آسمان در بین‌النهرین است. خدایی دوردست و آفریننده و پادشاه خدایان در نظر گرفته می‌شود. ایشتار با تهدید به رها کردن مردگان از جهان زیرین در صورت انجام ندادن خواسته‌هایش، نرگاو آسمان را از او می‌گیرد. در حالی که حماسه به آنو و همسرش آنتو به عنوان پدر و مادر ایشتار اشاره می‌کند اما این رایج‌ترین شجره‌نامه منسوب به او نبوده و در بیشتر منابع او را به عنوان دختر نانا و نین‌گال می‌شناختند. |
| آنتو          |       | آنتو همسر آنو بود. |
| آرورو         |       | آرورو ادر نسخه بابلی معیار الهه‌ای است که از طرف سایر خدایان برای خلق کردن انکیدو در نظر گرفته می‌شود. |
| آیا           |       | آیا الهه سپیده‌دم در بین‌النهرین و همسر شمش است. |
| نرگاو آسمان   |       | نرگاو آسمان موجودی اسطوره‌ای است که نماد صورت فلکی‌ای است که امروزه به گاو مشهور است. پس از رها شدن توسط ایشتار، نرگاو شهر اوروک را به آشوب می‌کشد اما گیلگمش و انکیدو موفق می‌شوند او را شکست دهند. نسخه قدیمی‌تر این قسمت، در شعر سومری بیلگمس و نرگاو آسمان آمده است. یک رونوشت از متن اخیر که در نیپور پیدا شد، متعلق به زمان سلسله سوم اور، قدیمی‌ترین متن ادبی باقیمانده درباره گیلگمش است. در این روایت پیشین، همتای ایشتار، اینانا، در عوض از آن می‌خواهد که به او اجازه دهد نرگاو آسمان را آزاد کند زیرا بیلگمس در اوروک غوغا به پا کرده است. |
| بلت-سری       |       | بلت-سری الهه‌ای است که نقش کاتب اصلی جهان زیرین را به عهده دارد. |
| دوموزی        |       | دوموزی یک خدای کشاورزی است. |
| ائا           |       | ائا (به سومری انکی) خدای خردمندی و اقیانوس آبهای تازه زیرزمینی (آپسو) است. او در داستان طوفان بزرگ که اوتنپیشتی برای گیلگمش بازگو می‌کند، ایفای نقش می‌کند و در سایر اسطوره‌های طوفان نیز مسئول نجات از این فاجعه است. او همچنین در شعر مرگ بیلگمس ظاهر می‌شود و در مباحثه خدایان درباره سرنوشت بیلگمس پس از مرگ (که به دلیل اصل و نسب نیمه خدایی او نامشخص است) می‌گوید باید او را یک فانی در نظر گرفت. استدلال او این است که تنها بازمانده از طوفان (در اینجا با نام زیوسودرا) حق جاودانگی را به دست آورده و همین امتیاز را نمی‌توان به دیگران تعمیم داد. |
| بزرگان اوروک  |       | گروهی از بزرگان شهر اوروک. نام آنها در زمانی به میان می‌آید که گیلگمش و انکیدو قصد سفر به جنگل سدر را دارند. |
| انلیل         |       | یکی از خدایان اصلی پانتئون بین‌النهرین است. پس از مرگ هومبابا و نرگاو آسمان، انلیل، ائا، آنو و شمش بر سر شیوهٔ درست مجازات کردن گیلگمش و انکیدو با هم بحث می‌کنند و او سرانجام حکم می‌دهد که انکیدو باید بمیرد. اوتنپیشتی جاودانگی بخشیدن به او و همسرش را در پس از طوفان به انلیل نسبت می‌دهد. در حالی که در آترا-هاسیس، انلیل طوفان را به دلیل سر و صدای ایجاد شده توسط انسان می‌فرستد اما در نسخهٔ داستان طوفان در حماسه گیلگمش دلیلی برای این کار ارائه نشده است. در شعر پیشین مرگ بیلگمس، انلیل در بستر مرگ قهرمان به او ظاهر می‌شود تا اطمینان دهد که حتی با وجود آنکه باید در جایگاه یک فانی بمیرد، به انکیدو و بستگان مختلف در جهان زیرین خواهد پیوست و در آنجا به مقام خدایی خُرد ارتقا خواهد یافت. |
| انوگی         |       | انوگی خدایی کشاورزی که به آبیاری مربوط است. |
| ارشکیگال      |       | ارشکیگال الهه جهان زیرین است. |
| اراکال        |       | اراکال خدایی است که به نظر با خرابی ناشی از طوفان مرتبط است. |
| اتانا         |       | اتانا پادشاه افسانه‌ای کیش است که بر اساس فهرست پادشاهان سومری ۱۵۰۰ سال در سالهای پس از طوفان پادشاهی کرد. |
| ایرنینا       |       | ایرنینا الهه پیروزی است. |
| ایشارا        |       | ایشارا در اصل الهه حامی پادشاهان ابلا بود. |
| لوگالباندا    |       | لوگالباندا یکی از پادشاهان افسانه‌ای اوروک است که همسر نینسون در نظر گرفته می‌شود. |
| نینورتا       |       | نینورتا خدایی مرتبط با کشاورزی و جنگاوری است. |
| عقرب‌مرد       |       | موجوداتی افسانه‌ای. |
| شانگاشو       |       | نام صیاد در اقتباس هیتی که در سایر نسخه‌ها بی‌نام است. |
| شولات و هنیش  |       | شولات و هنیش خدایان دو قلو که همیشه نام آنها همراه با یکدیگر ذکر می‌شود. |
| سیلیلی        |       | نام سیسیلی به شکلی گذرا در نسخه بابلی معیار آمده و به نظر نیای اسطوره‌ای اسب است. |
| پسران هومبابا |       | اشاره‌ای به "هفت پسر هومبابا" در قطعه‌ای از نسخه بابلی معیار حماسه که در سال ۲۰۱۱ در سلیمانیه عراق پیدا شد. |
| افراد سنگی    |       | «افراد سنگی» خدمه و یا بخش‌هایی از قایق اورشانابی هستند. |
| شاکان         |       | شاکان خدای مرتبط با چهارپایی و دامداری است. |
| دریا          |       | شخصیت انسان‌گونه شده که در اقتباس هیتی ظاهر می‌شود. |
| ور            |       | خدای آب‌و‌هوا. |

## سایر شخصیت‌های مرتبط با گیلگمش در سنت میانرودان
| نام                  | تصویر | بررسی |
| -------------------- | ----- | --- |
| آککا                 |       | آککا بر اساس فهرست پادشاهان سومری یکی از پادشاهان کیش بود.او در شعر بیلگمس و آککا ظاهر می‌شود که روایتگر تلاش ناموفق او برای سلطه بر اوروک است. |
| بیرهورتورا           |       | شیوه خواندن نام او نامشخص است. او در شعر بیلگمس و آککا یکی از نگهبانان بیلگمس است. |
| انمباراگسی           |       | انمباراگسی بر اساس شعر بیلگمس و هوواوا (نسخه الف) خواهر بزرگ بیلگمس بود. |
| لوگالگاباگال         |       | لوگالگاباگال، «پادشاه شجاع است»، بنا بر شعر بیلگمس و نرگاو آسمان نوازنده دربار بیلگمس بود. در این شعر او در حالی که قهرمان در حل میگساری است آواز می‌خواند که ممکن است سرنخی از فضایی باشد که این آهنگ در آن اجرا می‌شده است. همچنین لوگالگاباگال بیلگمس را از آمدن نرگاو آسمان باخبر می‌کند. به جز این متن، تنها داستان گودام شاهد حضور این شخصیت است که در آن، خشونت شخصیت نام‌بخش را محکوم می‌کند. این تصنیف با بیلگمس و نرگاو آسمان مقایسه شده است، هر چند که نامی از خود قهرمان در آن برده نشده است. این نظر مطرح شده است که گودام (معنای این نام: «او گاو نر است») قابل مقایسه با نرگاو آسمان است و این دو داستان گونه‌های یکدیگر هستند؛ اگر چه این پیشنهاد توسط همه پذیرفته نشده است. علاوه بر این، قهرمانی که با او روبرو می‌شود، گیلگمش نیست بلکه «ماهیگیر اینانا» بی‌نام و مرموز است که گاهی توسط محققان با دوموزی ماهیگیر مرتبط می‌شود و یا با ماهیگیری که در اینانا و آن به اینانا کمک می‌کند تا معبد اینا را به دست آورد. |
| پشتور                |       | پشتور، «انجیر کوچک»، در نسخه الف بیلگمس و هوواوا خواهر کوچکتر بیلگمس بود. نام او در متن با نشانگر الهی نوشته شده است. او یکی از دو زن‌هایی است که بیلگمس به رقیب نام‌بخش به عنوان همسر پیشنهادشان می‌دهد، نفر دیگر انمباراگسی است. این بخش احتمالا دیدگاه طنزآمیز به رسوم رایج در سلسله سوم اور بود. همچنین از او در بیلگمس و نرگاو آسمان (و احتمالا داستان گودام) نام برده شده است، این کار توسط لوگالگاباگال انجام می‌شود. |
| سین-لقی-اونینی       |       | بنا بر نسخه‌های نئو-آشوری کاتالوگ‌های ادبی سین-لقی-اونینی نویسنده نسخه بابلی معیار حماسه گیلگمش است. |
| اور-نونگال اور-لوگال |       | بر اساس فهرست پادشاهان سومری، اور-نونگال، که با نام اور-لوگال نیز شناخته شده است پسر گیلگمش و جانشین او بر تاج‌وتخت بود. |

## یادداشت
1. ↑  تا تصمیم‌گیری قطعی برای آوردن پایان داستان از سخنرانی جرج در هاروارد ۲۰۱۶

## واژگان
1. ↑  Early Dynastic Period (Mesopotamia)
2. ↑  Weidner god list
3. ↑  An = Anum
4. ↑  Wild man
5. ↑  Aruru
6. ↑  Dingir
7. ↑  Ibru
8. ↑  Kuli
9. ↑  Eanna
10. ↑  Šauška
11. ↑  Anzili
12. ↑  life of distant days
13. ↑  he found life
14. ↑  Ullu
15. ↑  Antu
16. ↑  Dumuzid the Fisherman